# Лочэн-Мулаоский автономный уезд
Лочэ́н-Мула́оский автономный уезд (кит. упр. 罗城仫佬族自治县, пиньинь Luóchéng Mùlǎozú zìzhìxiàn) — автономный уезд городского округа Хэчи Гуанси-Чжуанского автономного района (КНР).

## История
Во времена империи Тан в 630 году был создан уезд Тяньхэ (天河县). Во времена империи Мин в 1369 году был создан уезд Лочэн (罗城县).
После вхождения этих мест в состав КНР в конце 1949 года был образован Специальный район Цинъюань (庆远专区), и оба уезда вошли в его состав. Уже в феврале 1950 года Специальный район Цинъюань был переименован в Специальный район Ишань (宜山专区).
В ноябре 1952 года из частей уездов Жунъань, Саньцзян и Лочэн провинции Гуанси, и части уезда Цунцзян провинции Гуйчжоу был создан Дамяошань-Мяоский автономный район уездного уровня.
В декабре 1952 года в провинции Гуанси был создан Гуйси-Чжуанский автономный район (桂西壮族自治区), и Специальный район Ишань вошёл в его состав. В апреле 1953 года уезд Тяньхэ был присоединён к уезду Лочэн. В 1956 году Гуйси-Чжуанский автономный район был переименован в Гуйси-Чжуанский автономный округ (桂西僮族自治州). В 1958 году автономный округ был упразднён, а вся провинция Гуанси была преобразована в Гуанси-Чжуанский автономный район; Специальный район Ишань был при этом расформирован, и уезд перешёл в состав Специального района Лючжоу (柳州专区).
В 1965 году был образован Специальный район Хэчи (河池专区), и уезд перешёл в его состав.
В сентябре 1971 года Специальный район Хэчи был переименован в Округ Хэчи (河池地区).
Постановлением Госсовета КНР от 30 августа 1983 года уезд Лочэн был преобразован в Лочэн-Мулаоский автономный уезд.
Постановлением Госсовета КНР от 18 июня 2002 года Округ Хэчи был преобразован в городской округ Хэчи.

## Административное деление
Автономный уезд делится на 7 посёлков и 4 волости.

## Достопримечательности
- Туристическая зона «Мяньхуа тянькэн»[2]